# Saint-Nazaire-des-Gardies
Saint-Nazaire-des-Gardies este o comună în departamentul Gard din sudul Franței. În 2009 avea o populație de 77 de locuitori.

## Evoluția populației
| An        | 1975 | 1982 | 1990 | 1999 | 2006 | 2009 |
| --------- | ---- | ---- | ---- | ---- | ---- | ---- |
| Populație | 71   | 77   | 64   | 80   | 81   | 77   |